# Malasanwetan
Malasanwetan is een bestuurslaag in het regentschap Probolinggo van de provincie Oost-Java, Indonesië. Malasanwetan telt 2852 inwoners (volkstelling 2010).